# 三菱Eclipse Cross
三菱Eclipse Cross（日语：三菱・エクリプスクロス）乃日本三菱汽車公司於2017年推出的五人座緊湊型跨界休旅車，中國市場由廣汽三菱組裝製造，稱之為三菱奕歌。

## 概要
2017年3月7日三菱汽車於日內瓦汽車展發表全新緊湊型跨界休旅車三菱Eclipse Cross，其外型設計承襲最早發表於2013年的XR Concept概念車，歷經2014、2015年兩度修改，終於在日內瓦車展公開時定型。
關於車名的由來，「Eclipse」取自1980年代風靡一時的雙門轎跑車三菱Eclipse，「Cross」則因該公司調整經營方針，集中開發資源於跨界休旅車及休旅車上。

## 歷史

### 第一代（2017年迄今）
2017年 - 3月7日正式於日內瓦汽車展公開全新設計的Eclipse Cross，同年10月開始銷往歐洲、11月則陸續發至澳洲、紐西蘭、東協、北美洲等市場。車頭造型導入「Dynamic Shield」設計基因，鍍鉻飾條勾勒出「X」造型的特色。車尾則是以高聳的線條加上光條相連的橫貫式尾燈設計，將後檔玻璃一分為二。動力來源為新開發之1.5L直列四缸DOHC 4B40型渦輪增壓汽油引擎，可輸出最大馬力163ps/5,500rpm與最大扭力25.5kg⋅m/1,800-4,500rpm，搭配可模擬八速排檔的INVECS-III型CVT變速箱。此外也有2.0L直列四缸DOHC 4B11型自然進氣汽油引擎搭配可模擬六速排檔的INVECS-III型CVT變速箱，可獲得最大馬力150ps/6,000rpm及最大扭力20.3kg⋅m/4,250rpm。傳動方式區分成前輪驅動與四輪驅動，後者搭載S-AWC超能全時四輪控制系統並整合AYC主動式舵角控制器，以控制左右側車輪動力。此系統可讓駕駛者依據不同路面狀況，選擇切換自動、雪地、砂石路面等三種模式。在安全配備方面除了7具安全氣囊之外，ABS防鎖死煞車系統、BAS煞車輔助系統、EBD電子制動力分配系統、BOS煞車優先系統、ESS緊急煞車警示系統、ACC主動車距控制巡航系統、LCA車道變換輔助系統、BSW盲點偵測系統、RCTA後方來車警示系統、USM誤加速抑制系統等。在內裝方面，全名為Smartphone link Display Audio的SDA多媒體連結系統具備7吋觸控式螢幕，整合包括藍牙連結、電話、廣播及倒車顯影等功能，亦可透過連接iPhone使用Apple CarPlay以及Android Auto，位於中央鞍部的觸控板也可控制SDA系統，還有HUD抬頭顯示器、方向盤換檔撥片等。
同年10月3日開始出口至歐洲市場，11月Euro NCAP公布該車款之安全評價，獲得5顆星之成績，11月28日開始出口至澳洲。12月中華汽車工業麾下順益汽車正式以進口方式引進臺灣市場，搭載1.5L直列四缸DOHC 4B40型渦輪增壓汽油引擎配上INVECS-III型CVT模擬八速排檔的變速箱，按照配備多寡分成三種車型。
2018年 - 1月16日開始出口至北美洲市場，3月1日正式於日本市場上市，共有8種車色可選。11月6日廣汽三菱正式推出國產化的三菱弈歌，全車系搭載1.5L直列四缸DOHC 4B40型渦輪增壓汽油引擎，配合六速手動排檔或是可模擬八速排檔的INVECS-III型CVT變速箱。安全及內裝配備依照多寡分成6種車型，8吋觸控式螢幕支援Apple CarPlay與百度CarLife功能，並有語音識別及衛星導航系統。同年12月6日臺灣市場實行部分改良，原本4WD車型具備的AYC主動式舵角控制器下放至2WD車型，另外2WD卓越型及4WD的S-AWC旗艦型新增360度環景影像系統。
2019年 - 6月13日日本市場追加一具同樣搭載於三菱Delica D:5的2.2L直列四缸DOHC 4N14型柴油渦輪增壓引擎，附有AdBlue環保汽車尿素選擇性催化還原器，可輸出177ps/3,500rpm的最大馬力和380N⋅m/2,000rpm的最大扭力。按照JC08模式測試繳出15.2km/L的平均油耗成績，WLTC模式的成績則是14.2km/L。柴油引擎版本的Eclipse Cross全面標配S-AWC四輪驅動，搭配可模擬八速排檔的INVECS-III型CVT變速箱。同年9月3日臺灣市場推出BLACK Edition黑耀特仕車，具有黑色的18吋鋁圈、水箱護罩、前後下飾板、車側飾條、後視鏡、車內頂篷、鋁合金煞車踏板等配件。
2020年 - 10月實施小改款，並於11月正式在澳洲市場推出。該地市場仍維持1.5L直列四缸DOHC 4B40型渦輪增壓汽油引擎配上INVECS-III型CVT模擬八速排檔的動力配置，並沒有PHEV插電式油電動力之選項。在外觀方面換成細長型日行燈，頭燈則移至下方與方向燈、霧燈整合在一塊，車尾則將舊有的橫條式LED光條尾燈組與上下兩層的後檔玻璃取消，改為雙側獨立燈組。軸距仍維持2,670mm，但車頭與車尾分別增加35mm與105mm，使得車長達到4,545mm，行李廂容量連帶地從374公升提升到405公升。車室內的中控台配置8吋SDA（Smartphone link Display Audio）多媒體觸控主機，內建支援離線顯示的TomTom衛星導航系統，並取消原來位於鞍座的觸控面板，改由新的儲物空間取代。
同年12月4日日本市場亦宣布小改款的上市消息，投入PHEV插電式油電動力之車型，搭配可輸出128hp / 4,500rpm最大馬力、20.3kg·m / 4,500rpm最大扭力的2.4L直列四缸DOHC 4B12型汽油引擎及GKN Multi-Mode eTransmission電子變速箱，前後軸各設置一個電動馬達以及13.8kWh鋰電池模組；同時並取消2.2L直列四缸DOHC 4N14型柴油渦輪增壓引擎之動力。
2021年 - 1月17日中華汽車工業宣布引進小改款的Eclipse Cross，縮編成僅剩前驅版的卓越型及四驅版的S-AWC旗艦型二種車型，動力心臟依舊維持1.5L直列四缸DOHC 4B40型渦輪增壓汽油引擎配上INVECS-III型CVT模擬八速變速箱。舊有的7吋SDA多媒體觸控主機改成在臺灣安裝的9吋國際牌全中文介面多媒體觸控主機，副駕駛座新增電動調整功能，前霧燈改為LED，不過也取消了360度環景影像系統、前座雙層玻璃、Rockford Fosgate音響等配備。
同年11月25日實施部分改良，「MI-PILOT」駕駛輔助系統成為PHEV的「G」和「P」車型的標準配備，並具備LKA車道維持輔助功能。另外原本汽油引擎或PHEV高階車型才有的BSM盲點偵測及RCTA後方橫向交通警示等功能，下放至中階車型。
2022年 - 3月17日日本當地推出「RALLIART」套件，包含擋泥板、車側飾條、尾翼、汽車腳踏墊等。
2023年 - 臺灣中華汽車工業於5月15日宣布導入限量120台的PHEV車型，並於翌月18日舉辦試乘會。和日規版的差異除了影音系統改成義昇電氣Cardio的9吋螢幕影音主機（內建PAPAGO! PureNAVI S2衛星導航系統、360度環景顯影輔助系統等），2.4L直列四缸DOHC 4B12型汽油引擎的馬力輸出降至98hp / 4,000rpm，扭力亦降至19.7kg·m / 2,500rpm。

### 獲獎紀錄
- 2018年10月3日獲得2018年度優良設計獎[14]。
- 2018年11月14日獲得2019年RJC年度風雲車年度國產風雲車[15]，這是繼2007年三菱i（日语：三菱・i）以來睽違12年之久。
- 2020年12月第一代小改款車型獲得2020年度優良設計獎[16]。

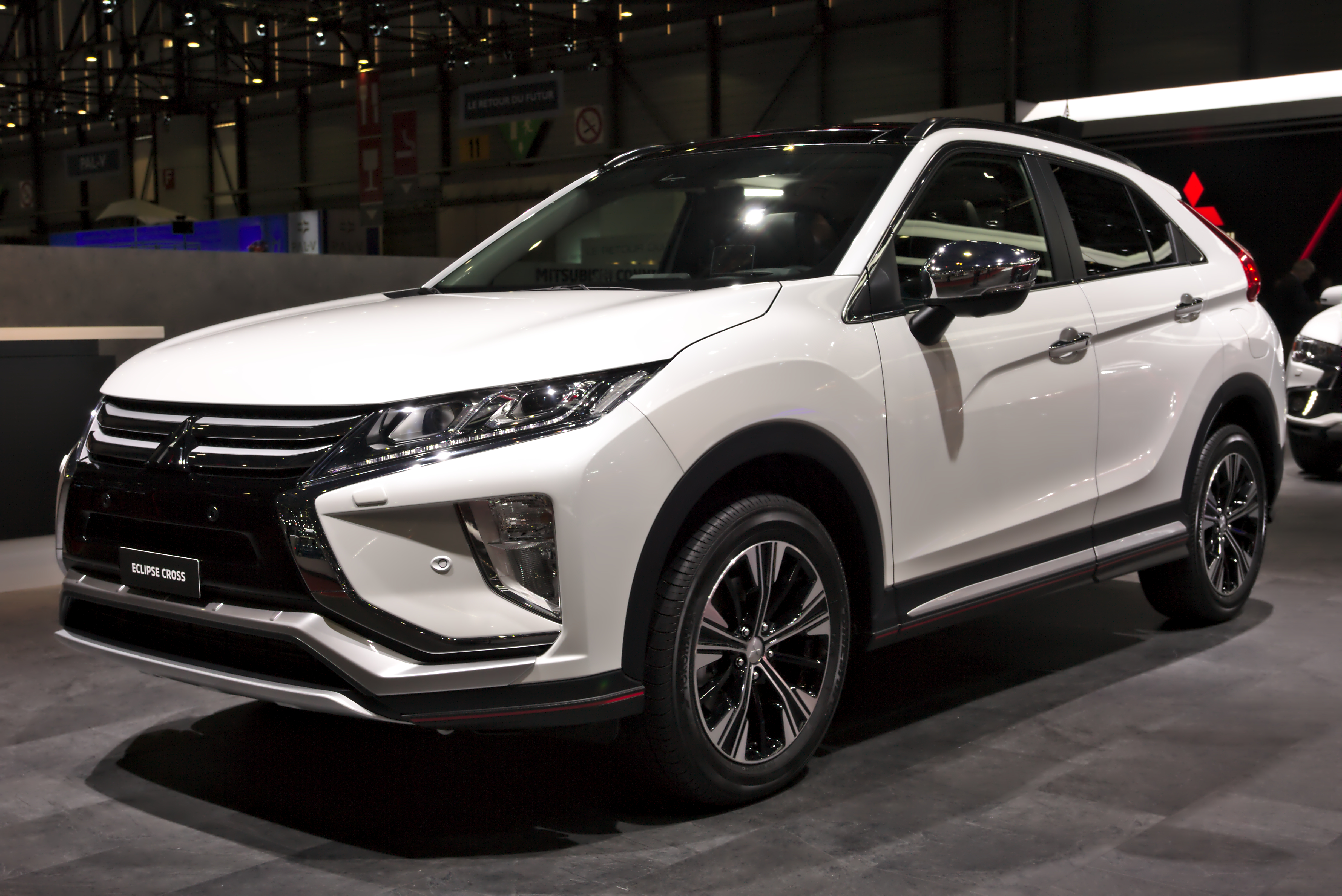
攝於2018年日內瓦國際車展
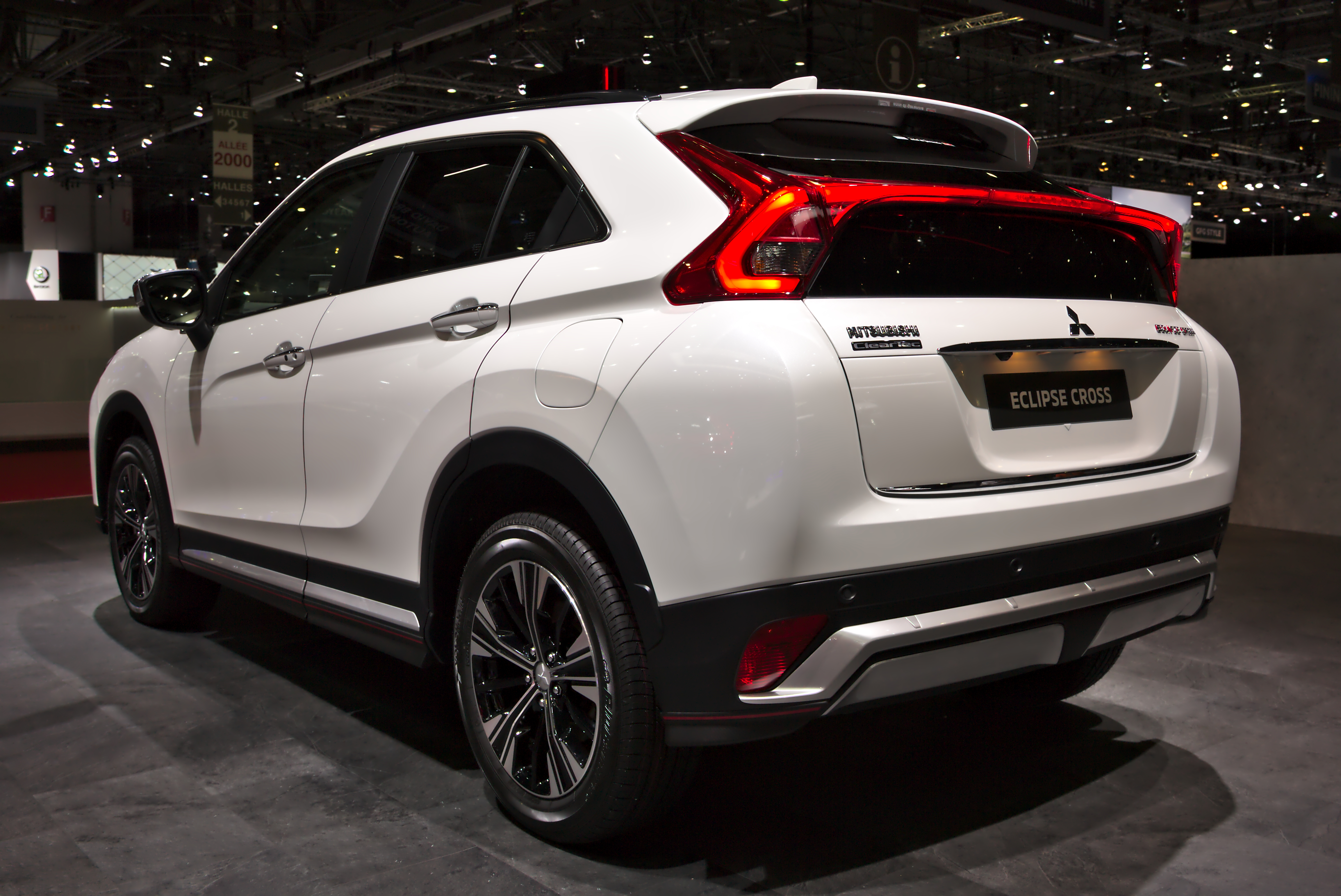
攝於2018年日內瓦國際車展
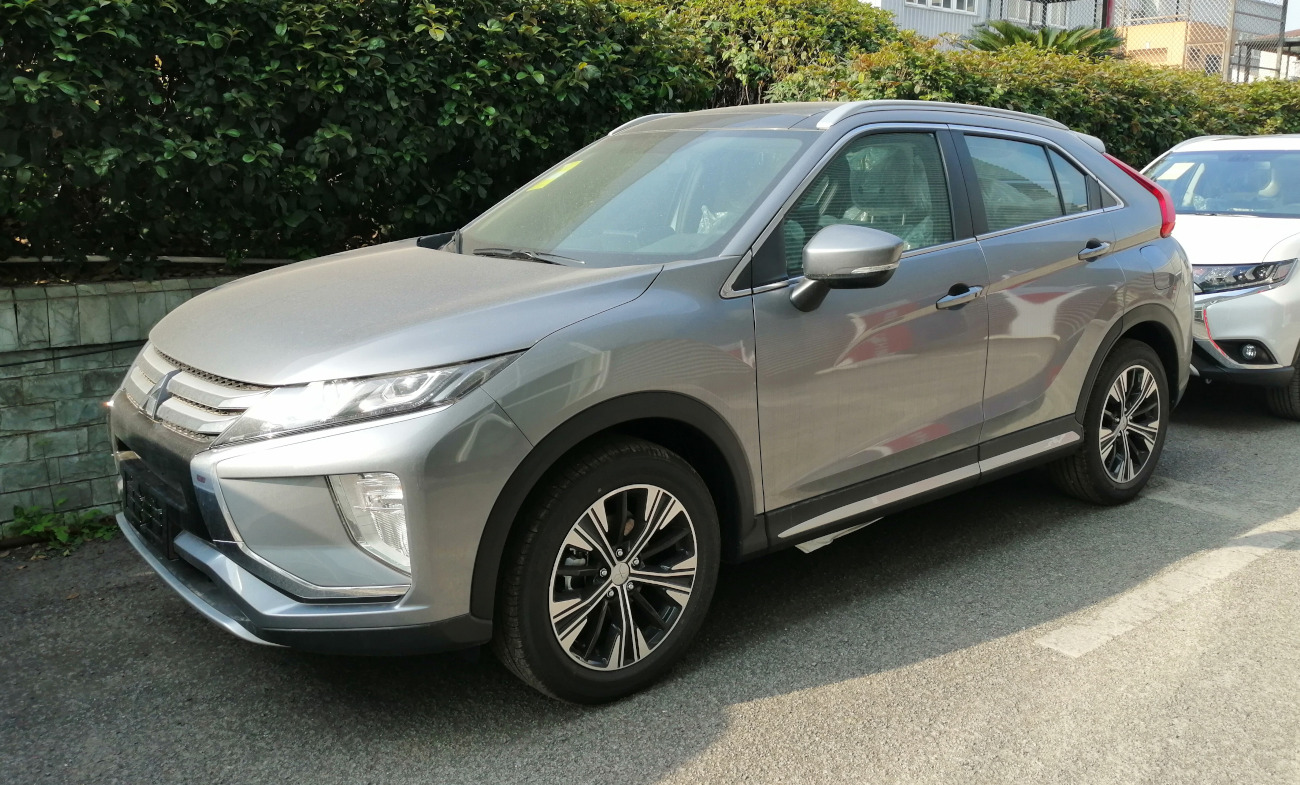
三菱奕歌，攝於重慶
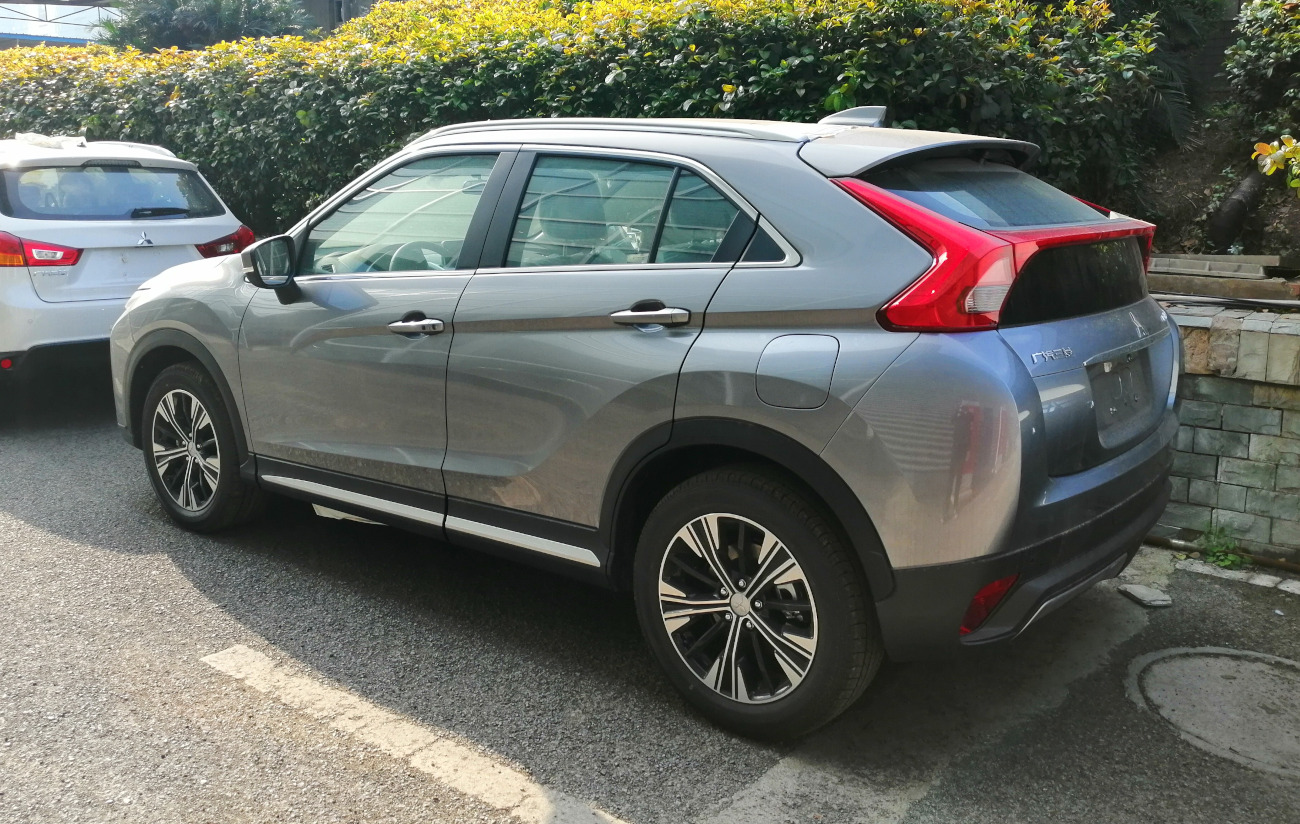
三菱奕歌，攝於重慶
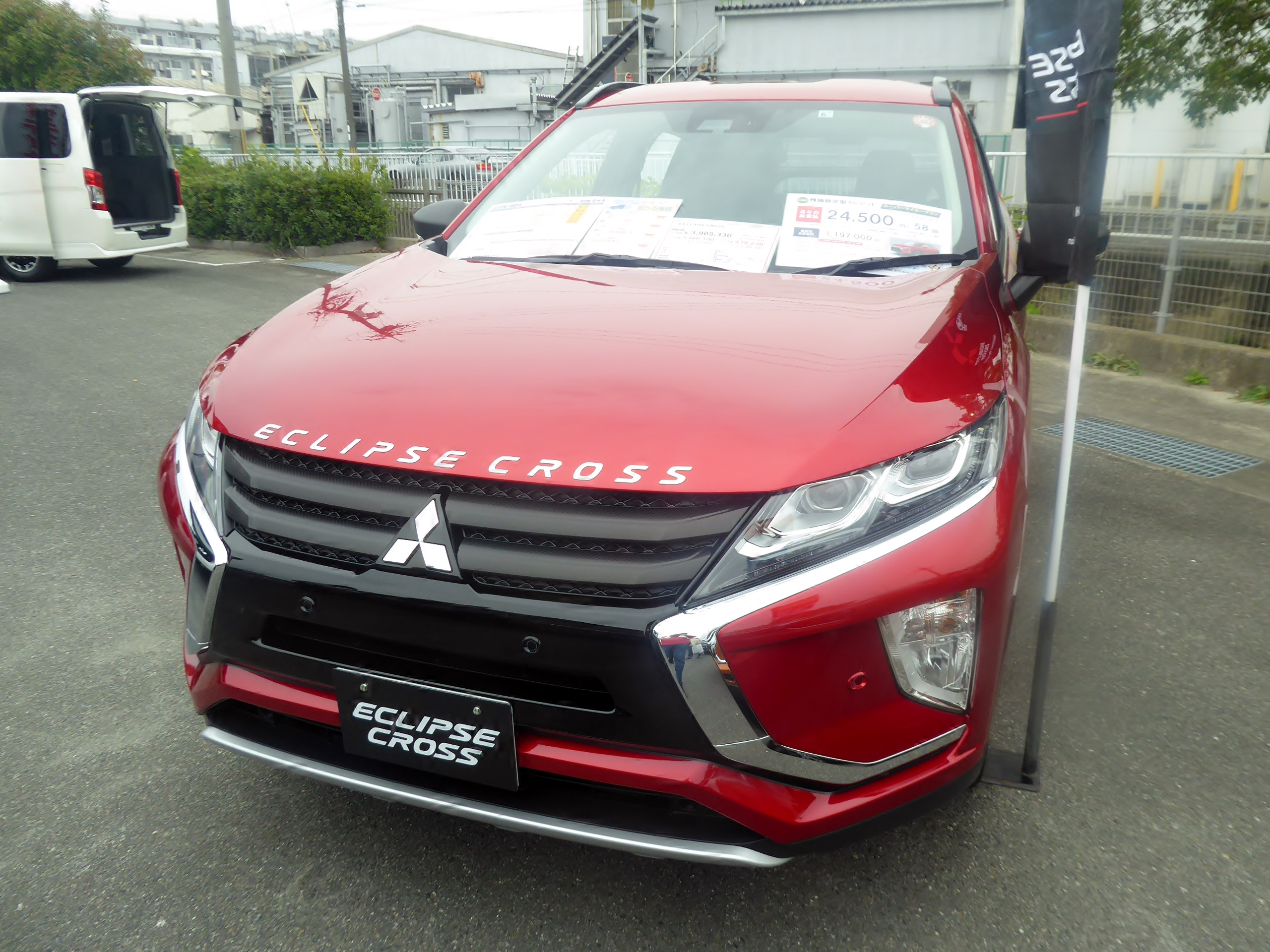
日規版柴油引擎型車頭
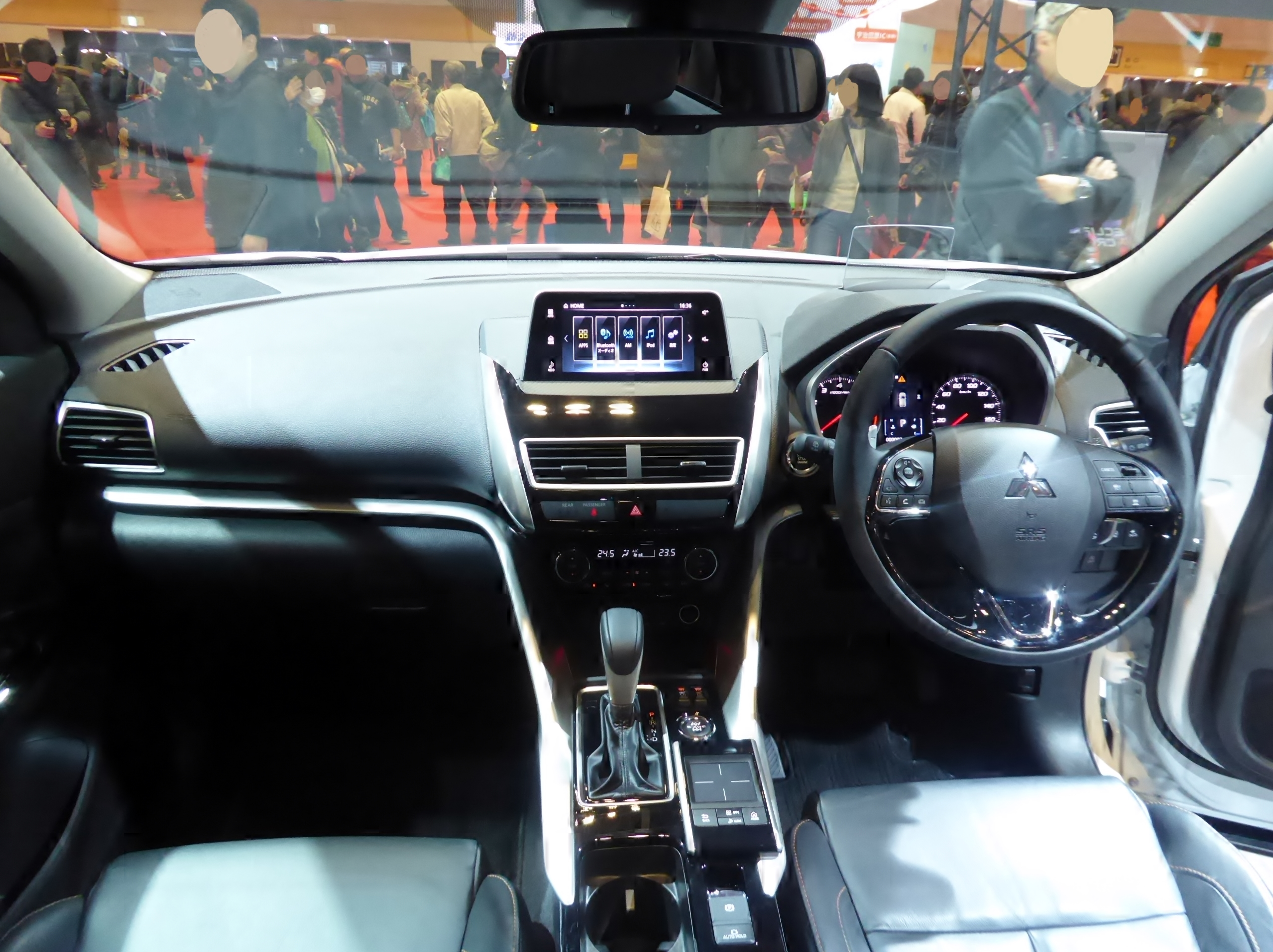
內裝
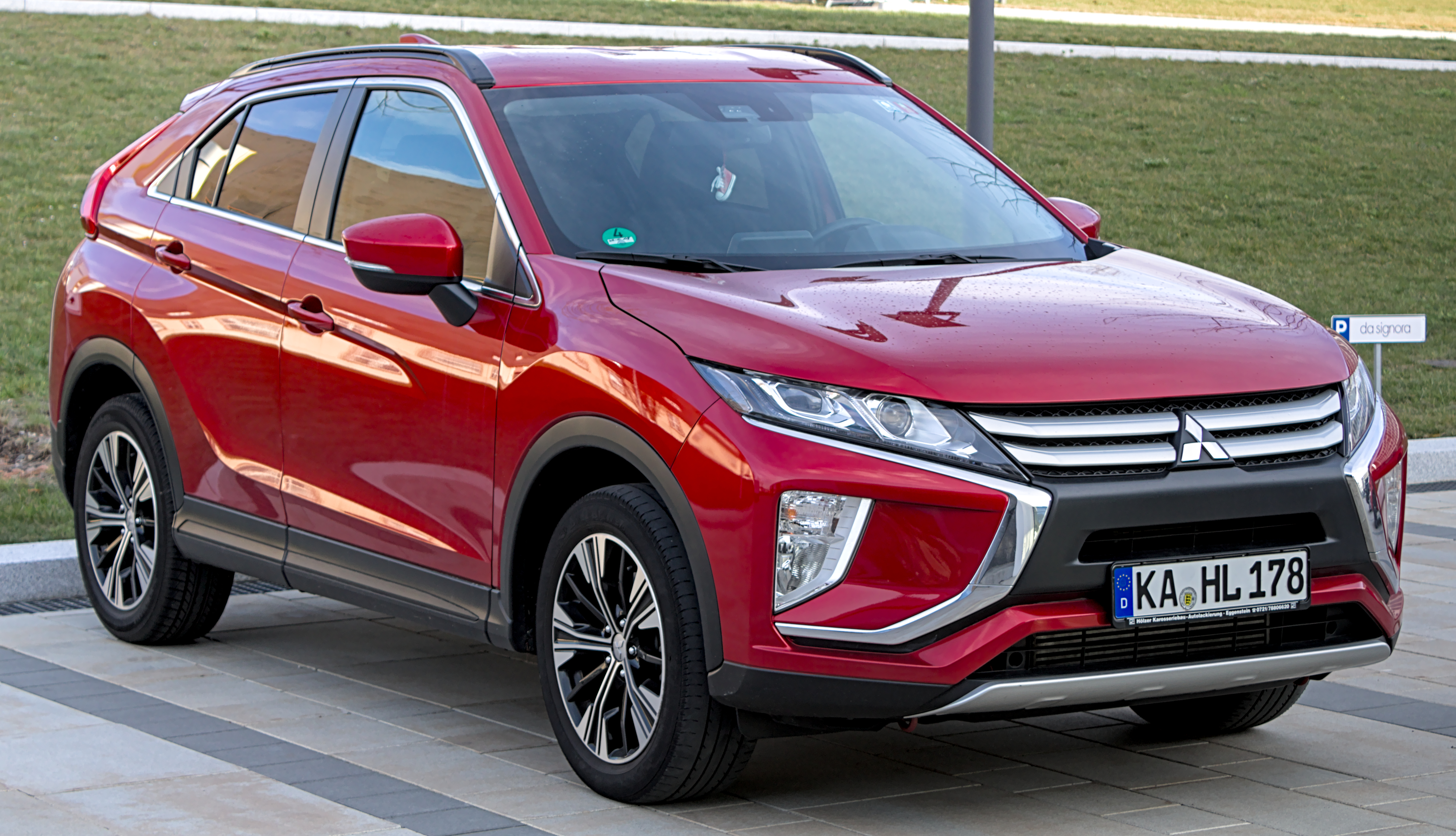
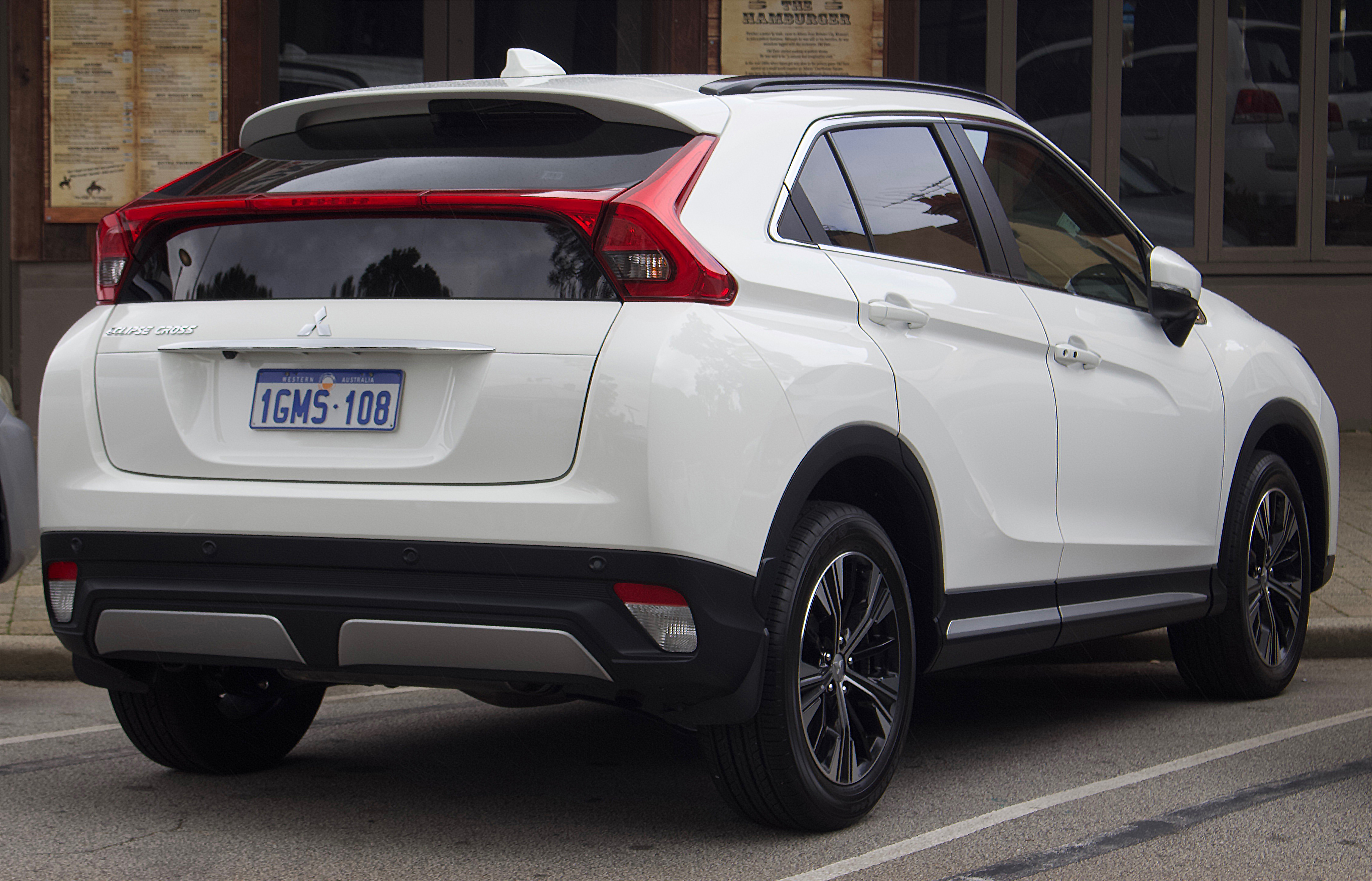
前期型車尾
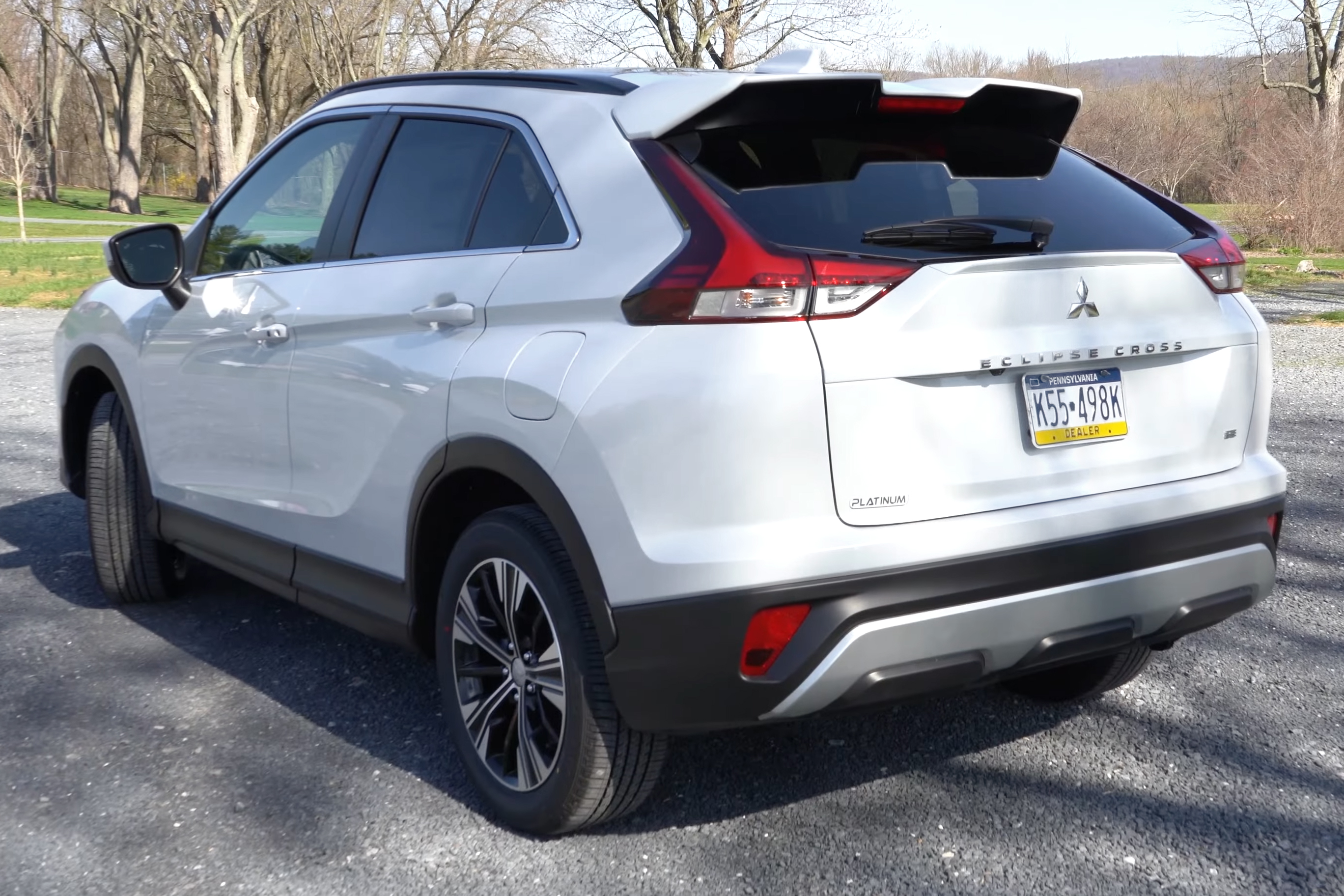
美規後期型車尾
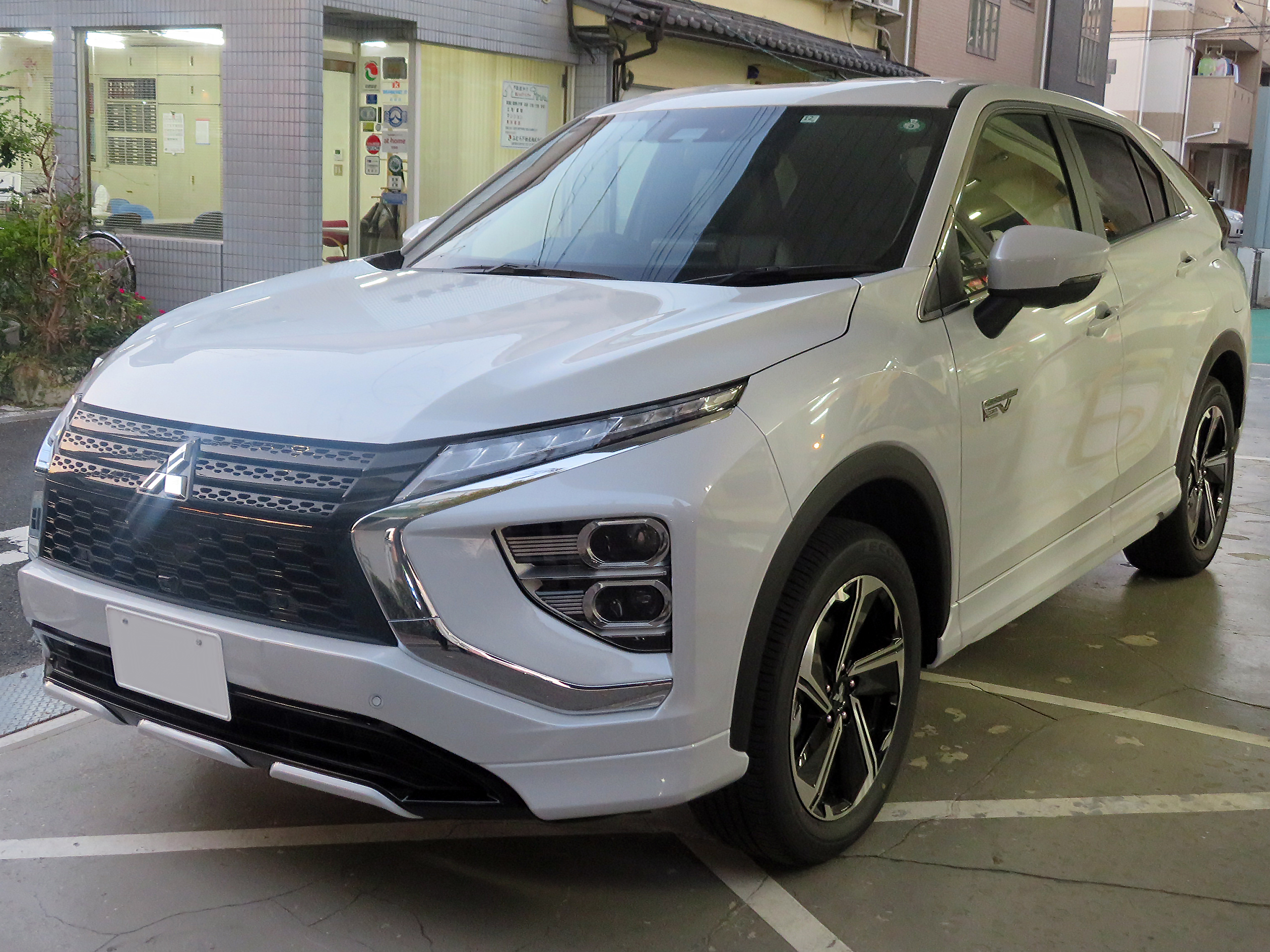
PHEV車頭
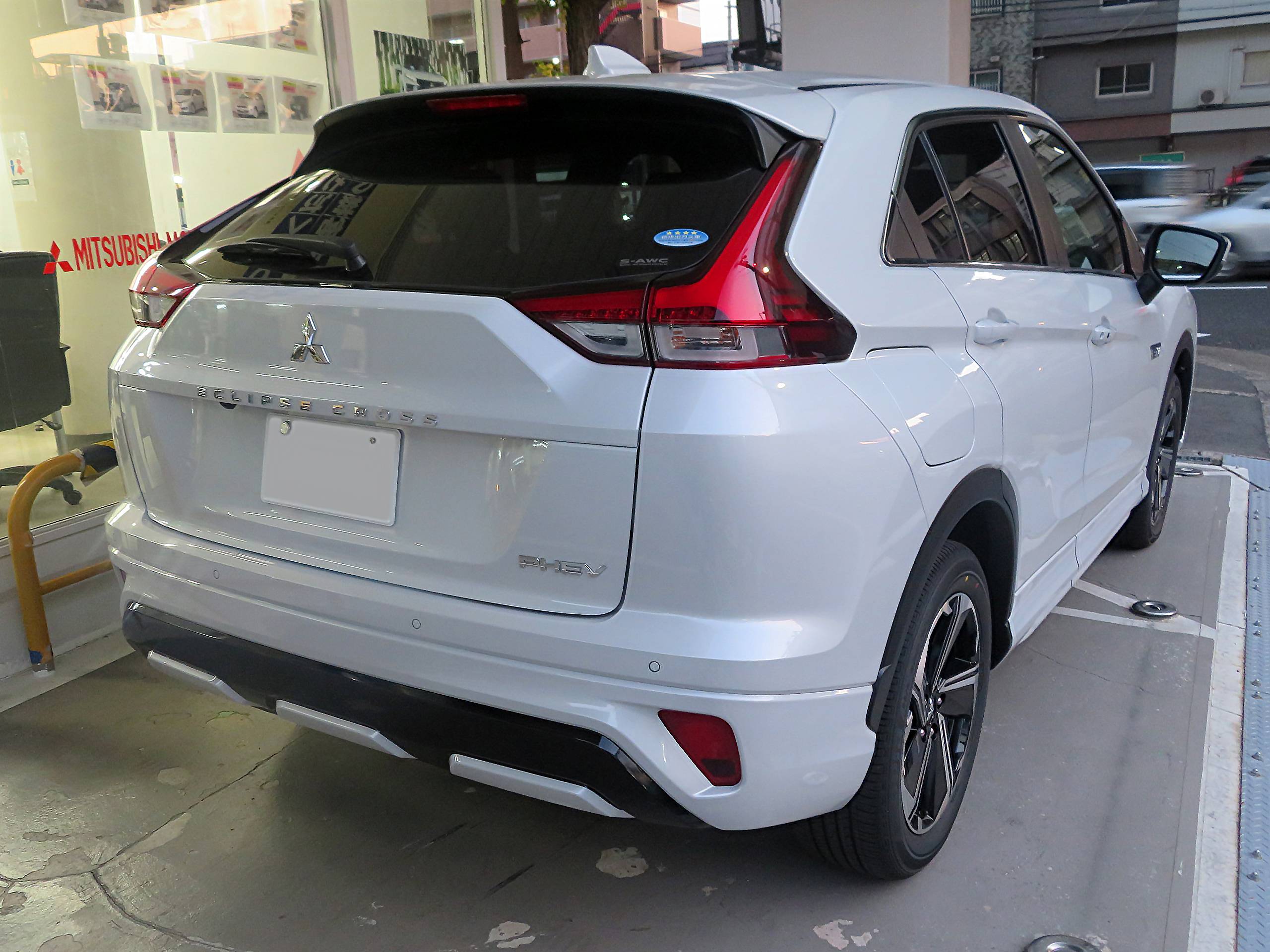
PHEV車尾

## 外部連結
- 臺灣官方網站 （页面存档备份，存于）
- 中國大陸官方網站 （页面存档备份，存于）
- （日語）日本官方網站 （页面存档备份，存于）